# Мне скучно, бес
«Мне скучно, бес» — российский художественный музыкальный мистический фильм режиссёра Юрия Борисова, снятый в 1993 году. Фильм-фантазия по мотивам произведений Иоганна Гёте, Александра Пушкина, Томаса Манна и др.

## Сюжет
Брошенный и отверженный Мефистофель в поисках душ бродит по земле. На рынке диковинных вещей ему рассказывают об одной душе — душе артиста балета Фауста. Мефистофель выходит в свет, чтобы на балетном представлении самому увидеть обладателя души. Все вокруг обсуждают Мефистофеля и сомневаются, что Бог даст тому разрешение на эту душу. Мефистофель приходит на встречу с Господом Богом и Бог, посчитав, что такая душа не представляет для него никакого интереса, соглашается отдать её чёрту. Но Фауст, при встрече с Мефистофелем, не верит ему и не собирается никому отдавать свою душу. Мефистофель продолжает следовать за ним и в дешёвом кабаке, чтобы убедить его, показывает Фаусту некоторые свои необычайные возможности. Через некоторое время Фауст решается отдать Мефистофелю душу в обмен на неземные наслаждения. И он получает то, что захотел… Круговерть различных утех, безумств и приключений затягивают его. Господу Богу приходится спуститься на землю, вмешаться и расторгнуть подписанный кровью договор. Фауст погибает, а обманутый и разочарованный Мефистофель вместе с тёмными силами покидает землю.

## В ролях
- Олег Борисов — Бог / Мефистофель
- Юрий Посохов — Фауст
- Андрей Харитонов — Император
- Виктория Гальдикас — Маргарита
- Ольга Волкова — Ведьма-старьёвщица
- Олег Ведерников — Ариэль
- Михаил Штейн — Самец
- Людмила Ксенофонтова — Мегера во фламандском духе
- Мария Тер-Маркарян — Мегера во французском духе
- Виталий Романов — Иосиф, изобретатель Гомункула
- Олег Оглодин — Гомункул
- Юния Станкевич — атаманша
- Вячеслав Ильин — мечтательный Фалес

## Съёмочная группа
- Автор сценария: Юрий Борисов
- Режиссёр-постановщик: Юрий Борисов
- Оператор-постановщик: Владимир Шевцик
- Композитор: Юрий Красавин
- Балетмейстер-постановщик: Владимир Карелин

## Награды и номинации
- 1993 — Открытый фестиваль кино стран СНГ и Балтии «Киношок» (Анапа)
  - Специальная премия оргкомитета (Олег Борисов)
- 1994 — Кинопремия «Ника»
  - Номинация в категории «Лучшая работа звукорежиссера» (Юрий Михайлов)

## Факты
- Фильм стал последней киноработой Олега Борисова
- В фильме звучат музыкальные темы Людвига ван Бетховена и оригинальная музыка Юрия Красавина
- Съёмки проходили на территории, намываемой для будущей дамбы, в царскосельском Екатерининском дворце, в Форосе (Крым), на пивзаводе им. С. Разина
- Юрий Борисов в основном стал известен своими музыкальными постановками в театрах. Соответственно, и для съёмок фильма он привлёк многих актёров музыкальных театров. Роль Фауста сыграл Юрий Посохов — бывший солист Большого театра, тогда уже уехавший за границу. В роли Маргариты выступила солистка театра Бориса Эйфмана — Виктория Гальдикас. Во многих других ролях и массовых сценах были задействованы артисты балета Ленинградских театров

Самое невероятное — гомосексуальная интерпретация темы «вечной женственности», а также публицистическая актуализация Гёте, когда речь идет о всеобщей продажности и рыночной экономике. Упоминаются даже «депутаты», имевшиеся, как сказал режиссёр, в одной из редакций перевода. Но звучит всё это невероятно комично — как во времена ранней Таганки, когда торжествовала по крайней мере другая эстетика — брехтовская.— Андрей Шемякин «Искусство кино», 1994 год, № 1 (стр.57)